# HMAS Barcoo (K375)
Pour les articles homonymes, voir Barcoo.
Le HMAS Barcoo (K375) est une frégate de classe River de la Royal Australian Navy lancée en 1943.

### Articles
- (en) Dave Morley, « Severe storm beaches ship », Navy News,‎ 26 mars 2015, p. 15 (lire en ligne, consulté le 24 mars 2015).

### Ouvrages
- (en) John Bastock, Australia's Ships of War, Cremorne, NSW, Angus and Robertson, 1975, 414 p. (ISBN 0-207-12927-4, OCLC 2525523).
- (en) Campbell, John, Naval Weapons of World War Two, Naval Institute Press, 1985 (ISBN 0-87021-459-4).
- (en) Vic Cassells, The Capital Ships : their battles and their badges, East Roseville, NSW, Simon & Schuster, 2000, 221 p. (ISBN 0-7318-0941-6, OCLC 48761594).
- (en) Tom Frame, No Pleasure Cruise : the story of the Royal Australian Navy, Crows Nest, NSW, Allen & Unwin, 2004, 336 p. (ISBN 1-74114-233-4, OCLC 55980812).
- (en) George Hermon Gill, Royal Australian Navy, 1942–1945, Canberra, Australian War Memorial, 1968 (OCLC 65475, lire en ligne).
- (en) Ross Gillett, Australian Ships, Frenchs Forest, NSW, Child & Associates, 1989 (ISBN 0-86777-107-0).
- (en) Ross Gillett, Australian and New Zealand Warships since 1946, Brookvale, NSW, Child & Associates, 1988, 192 p. (ISBN 0-86777-219-0, OCLC 23470364).
- (en) Lenton, H.T. et Colledge, J.J, British and Dominion Warships of World War Two, Doubleday and Company, 1968.

### Ressources numériques
- (en) « HMAS Barcoo », sur navy.gov.au, Sea Power Centre, Royal Australian Navy (consulté le 21 novembre 2016).